# Mái dầm Trung Bộ
Mái dầm Trung Bộ hay mái dầm nam (Cryptocoryne annamica) là một loài thực vật có hoa trong họ Ráy (Araceae). Loài này được Serebryanyi mô tả khoa học đầu tiên năm 1991.